# Veszettségvírus
A veszettségvírus a Rhabdoviridae családba és Lyssavirus nemzetségbe tartozó vírusfaj, amely az emlősök központi idegrendszerének megfertőzésével halálos kimenetelű betegséget, veszettséget okoz. Ez a zoonotikus megbetegedés legalább négyezer éve ismert és még ma is évente több mint 50 ezer halálesetért felelős, elsősorban Afrikában és Ázsiában.    

## Szerkezete

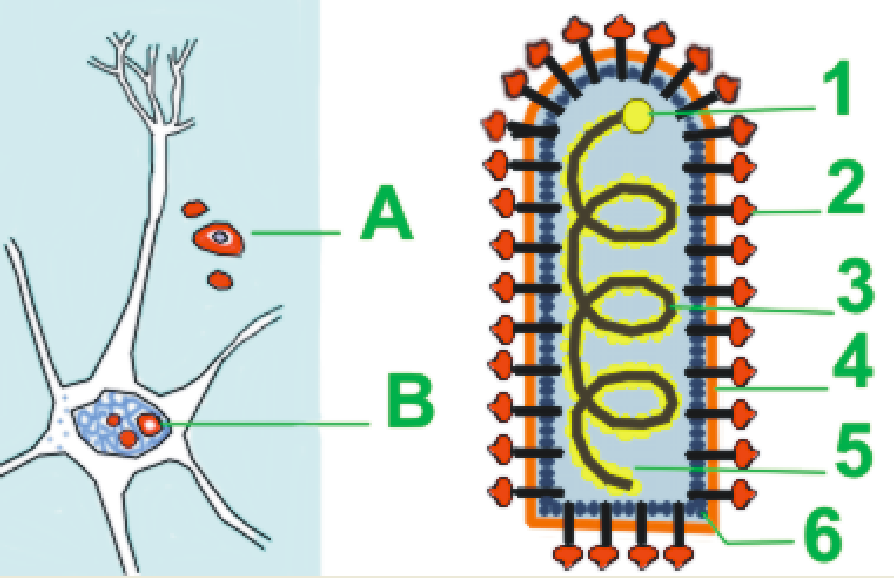
A veszettségvírus szerkezete: A,B szabad illetve sejten belüli Negri-testek; 1 polimeráz, 2 glikoprotein, 3 RNS-genom, 4 lipidburok, 5 nukleoprotein, 6 mátrixprotein

A veszettségvírus virionja töltény formájú, henger alakja egyik végén laposan, a másikon domborúan zárul. Hossza 100-430 nanométer, átmérője 50-100 nm körüli. Két részből áll: egy külső lipidburokból és a belülről rátapadó, helikálisan (csigavonalszerűen) felépülő ribonukleoprotein-komplexből (RNP). A lipidburok a gazdasejt sejtmembránjából származik és számos tüskeszerű virális glikoprotein ágyazódik bele; ezekkel kötődik a vírus a célsejthez. A belső szerkezet az RNS-genomból és a hozzá szorosan kapcsolódó nukleoproteinből (N-protein) áll. Ehhez kapcsolódik a genom másolását végző polimeráz és a foszfoprotein. A vírusnak nagy mennyiségű mátrixproteint is tartalmaz, de nem világos, hogy ez az RNP-komplex belsejében, vagy közte és a lipidburok között helyezkedik el.
A vírusgenom kb. 12 ezer bázis hosszú, egyszálú, lineáris, negatív-szenz (közvetlenül fehérjeátírásra nem alkalmas) RNS-molekula. Egy kb. 50 nukleotidból álló szabályozó régió után öt gént kódol, amelyeket rövid, át nem íródó szakaszok választanak el egymástól: 
- az N gén 1350-1353 bázis hosszú és az RNS-genomot stabilizáló nukleoproteint kódolja. A fehérje nagy mennyisége és konzervatív szerkezete miatt a veszettséget diagnosztizáló tesztek többnyire ezt detektálják
- a P gén 891-915 bázis hosszú és a foszfoprotein készül róla, amely a vírus N és L fehérjéihez képes kötni.
- az M gén 606 bázis hosszú és azt a mátrixproteint kódolja, amely az RNP kialakulását és a vírus bimbózását (sejtből való kiszabadulását a sejthártyán keresztül) szabályozza.
- a G gén 1566-1599 bázis hosszú és a lipidburokba ágyazódó glikoprotein készül róla, amely hármasával felszíni tüskéket alkot és vele kapcsolódik a vírus a megfertőzendő sejthez. A fertőzőképességet ez a fehérje határozza meg; ismert hogy a 333. pozíciójában egy aminosav cseréje jelentősen csökkenti a patogenitást.
- az L gén (large-nagy) 6381-6426 bázis hosszú, önmagában kiteszi a genom felét és az RNS-polimeráz enzimet kódolja

## Szaporodása

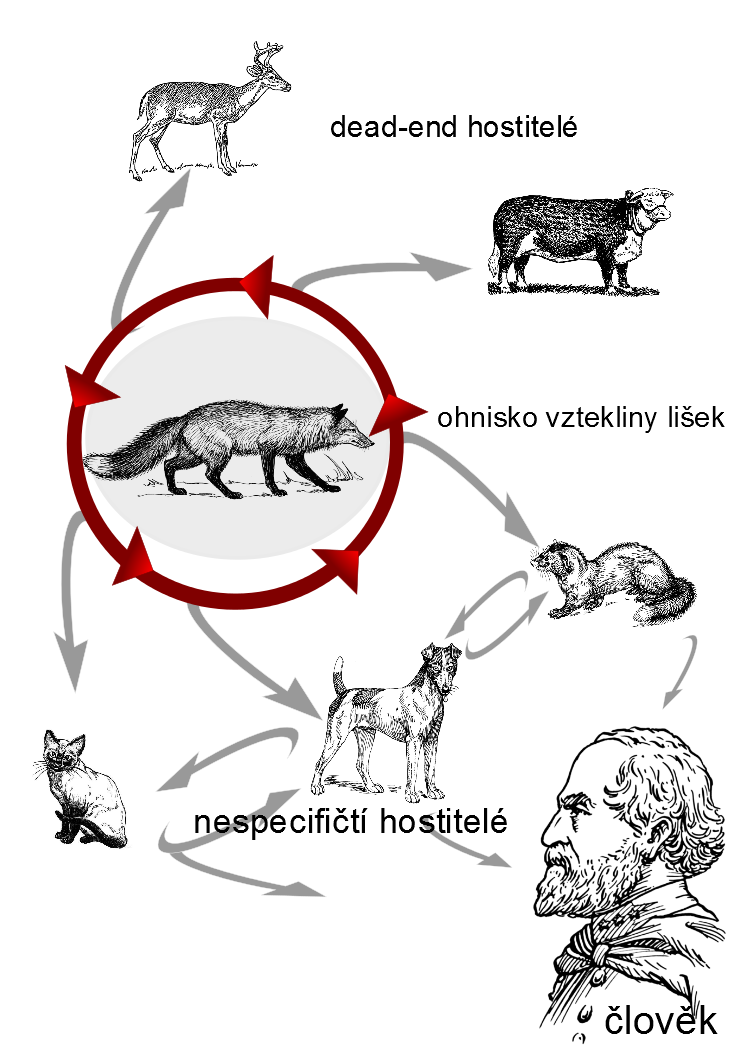
A veszettségvírus gazdaszervezetei

A veszettségvírus jellemzően harapással terjed és a fertőzött állat nyálával kerül be az új gazdaszervezetbe. Kivételesen megfigyeltek már aeroszolos átterjedést is, pl. denevérekről barlangászokra, vagy vadászok is elkaphatják a fertőzést ha sebes kézzel nyúzzák, kezelik az elejtett beteg állatot. A seb környékén a vírus képes több sejttípusban is szaporodni, mint pl. a harántcsíkolt izomsejtekben vagy a kötőszöveti fibroblasztokban. Sejtfelszíni receptora nem pontosan ismert, acetilkolin-receptorok, szénhidrátok, foszfolipidek, gangliozidok egyaránt felmerültek, mint lehetséges víruskötő molekulák. A kapcsolódás után endocitózissal bekerül a sejtbe, majd amikor az endoszóma pH-ja lecsökken (a bekebelezett fehérjék emésztése céljából), a vírus glikoproteinjei egybeolvasztják a saját lipidburkot az endoszóma membránjával, az RNP-komplex pedig kikerül a citoplazmába. Ezután a virális RNS-polimeráz kiegészíti az egyszálú vírus-RNS-t kétszálúvá és az újonnan keletkezett pozitív-szenz RNS-szálról megkezdődik a vírusfehérjék átírása. A szaporodás teljes egészében a citoplazmában zajlik. Az utolsó fázisban összeállnak az új RNP-komplexek, bimbózással lipidburkot vonnak maguk köré a sejthártyából és elhagyják a sejtet.
Néhány replikációs ciklus után a vírusok eljutnak a periferiális idegekig, azok mentén haladva eljutnak a központi idegrendszerbe és gyors szaporodásba kezdenek az agyban és a gerincvelőben. A betegség kései szakaszában a virionok az idegek mentén az egész szervezetben elterjednek, bár számuk itt alacsony marad, csak a nyálmirigyekben dúsulnak fel, ahol a helyi sejtekben további szaporodásra is sor kerül. A nyálban így magas koncentrációt érnek el, ami elősegíti az új gazdaszervezetre való átterjedést.
A veszettségre leginkább a kutyafélék fogékonyak, esetükben a fertőzés szinte minden esetben a pusztulásukat okozza. Ezzel szemben a denevérek esetében igen magas a vírus elleni antitestet hordozó állatok aránya, vagyis ők sikeresen túlélték a vírussal való találkozást. Róluk feltételezik, hogy immunrendszerük még azelőtt semlegesítette a veszettségvírust, mielőtt elérte volna a központi idegrendszert. A vírus igen széles spektrumú, vagyis sokféle emlősfajban képes szaporodni, de a fertőzést csak a kisragadozók, kutyafélék, denevérek képesek továbbadni, a növényevők és az ember normál körülmények között nem.

## Evolúciója

Veszettség okozta halálozás 2012-ben

A veszettségvírus-törzseknek két nagy csoportja ismert: az eurázsiai természetes körülmények között elsősorban kutyaféléket, mongúzokat és egyéb kisragadozókat fertőz; az amerikai klád gazdaszervezetei főleg mosómedvék, szkunkok és különböző denevérfajok. Az előbbihez tartozik a vírus "kozmopolita" ága, amely - feltehetően az európai gyarmatosítás közvetítésével - az egész világon elterjedt. Ehhez az ághoz tartoznak az arktikus törzsek is, amelyek sarki rókákat és egyéb sarkvidéki kutyaféléket fertőznek.
A veszettségvírus a többi RNS-vírushoz képest lassan változik és rekombinációkat (két külön típusú vírus hibridizálódását) nem figyeltek meg. Genetikai vizsgálatok alapján az amerikai denevéreket fertőző vírustörzsek 1200-1800 éve váltak el egymástól, a "kozmopolita" törzsek kora pedig 280-500 év.
A veszettségvírus Ausztrália és az Antarktisz kivételével az egész világon előfordul. Eurázsiában és Afrikában a kutyafélékben endemikus. A fejlett európai országokban vakcinációs programokkal szinte teljesen sikerült kiirtani, beleértve ebbe a vadon élő rókák vírusait is.